# Galatasaray Spor Kulübü (pallavolo femminile)
Il Galatasaray Spor Kulübü è un club pallavolistico turco, con sede a Istanbul: milita nel campionato turco di Sultanlar Ligi e fa parte della omonima società polisportiva.

## Rosa 2024-2025
| N° | Nome                 | Ruolo | Data di nascita   | Nazionalità sportiva |
| -- | -------------------- | ----- | ----------------- | -------------------- |
| 2  | İlkin Aydın          | S     | 5 gennaio 2000    | Turchia              |
| 4  | Britt Bongaerts      | P     | 3 novembre 1996   | Paesi Bassi          |
| 5  | Eylül Akarçeşme      | L     | 1º ottobre 1999   | Turchia              |
| 6  | Sude Hacımustafaoğlu | S     | 25 marzo 2002     | Turchia              |
| 7  | Ceylan Arısan        | C     | 1º gennaio 1994   | Turchia              |
| 8  | Yasemin Güveli       | C     | 5 gennaio 1999    | Turchia              |
| 9  | Eline Timmerman      | C     | 30 dicembre 1998  | Paesi Bassi          |
| 10 | Ayçin Akyol          | C     | 15 giugno 1999    | Turchia              |
| 11 | Aslıhan Kılıç        | P     | 21 aprile 1998    | Turchia              |
| 12 | Bihter Dumanoğlu     | L     | 3 febbraio 1995   | Turchia              |
| 14 | Alexia Căruțașu      | O     | 10 giugno 2003    | Turchia              |
| 16 | Yasemin Özel         | O     | 13 maggio 1998    | Turchia              |
| 24 | Katarina Lazović     | S     | 12 settembre 1999 | Serbia               |
| 27 | Ann Kalandadze       | S     | 10 dicembre 1998  | Georgia              |

## Palmarès
- BVA Cup: 2

2023, 2024